# قوء
قوء أو قوية  Qu'e (أيضا كيو، حسب نصب شينيكوي في اللوفيانية-الحثية هياو Hiyawa، الفينيقية ادناو Adanawa (أرض الدين ين؟)) كانت أحد ممالك آسيا الصغرى، وجعلت في عهد شلمنصر الخامس 725 مقاطعة آشورية.

## موقع
تتوافق منطقة قوء مع قيليقية الكلاسيكية، وبشكل عام إلى ولاية كيزوتنا Kizzuwatna الصغيرة الحثية. كانت جنوب تابال وتوانا وشمال طرسوس.

## تاريخ
كانت قوء ربما تركة مملكة كيزوتنا اللوفية القديمة. جعلها شلمانصر الثالث. تدفع الجزية إثر العديد من الحملات. كذلك شن تغلات بلاسر الثالث. حملات في المناطق المحيطة بقوء، بسبب اندلع التمردات مرارًا وتكرارًا ضد الحكم الآشوري. بعد اعتلاء الملك اوريكي Awariku (الآشورية Urikki)  العرش عين الملك ازتيوادا Azatiwada الددني كحاكم له في كاراتبه. ونصب شينيكوي يعود لي اوريكي. يحتوي هذا النصب على نقش ثنائي اللغة، الفينيقية - اللوفية الهيروغليفية، يتحدث فيه عن إنجازاته ونزاه يصل نسبه، لآل «موبساس» Mopsos - بالفينيقي«مفش»- الذي عُدّ عمومًا مطابقًا للرائي ومؤسس المدن الاسطوري الإغريقي موبسوس.
في العصر الروماني، وصف كيتيس Kietis مدينة انموريون Anemurion والمدن على ساحل قيليقية على أنها تنتمي إلى قوء. وأخبر تاسيتس  عن قبيلة كيتاي، التي داهمت تحت حكم ملكهم Troxobor مدينة انموريون ، ولكن تم صدها من قبل أنطيوخوس الرابع من مملكة كوماجيني . جونز Jones et al وآخرون. اعتبر أنه من الممكن أن يشير النقش البطالمي من أرسينوي إلى كيتاي. 

### حُكام
- كيت Kate من 858 حتى 831[1]
- كيريKirri نحو 831
- اوريكي Awariku (بالآشورية Urikki) تقريبا. 738-709 في وقت تغلات فلسر الثالث.
- ازاتيولدا Azatiwada تقريبا. 705
- ابن اوريكي؟ في وقت متأخر من القرن 8. إلى أوائل القرن 7.